# 꽉티짱 광장

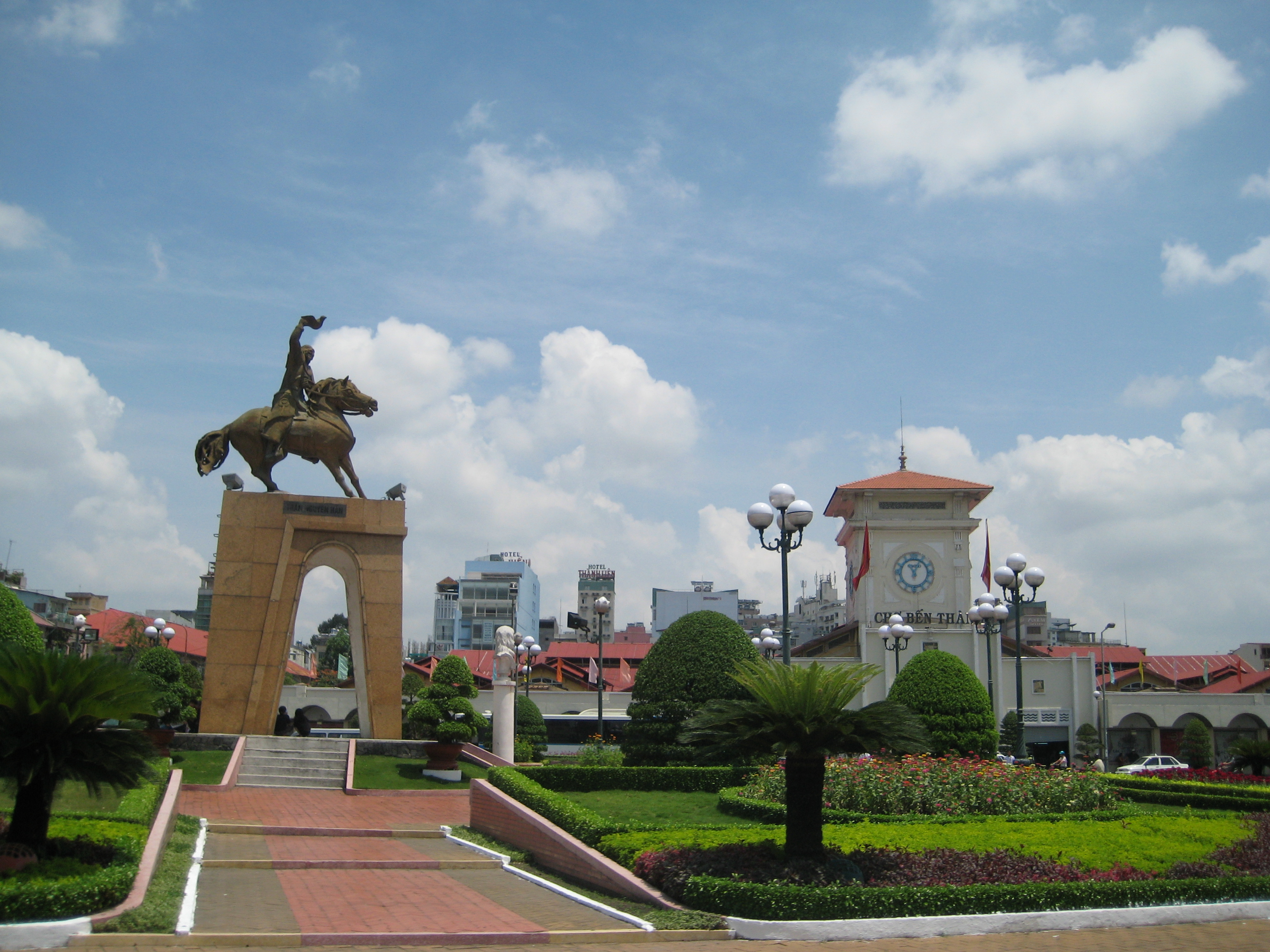
꽉티짱 광장 (2009년 촬영)

꽉티짱 광장(베트남어: Công trường Quách Thị Trang)은 베트남 호찌민시 1군에 위치한 광장이다. 벤타인 시장 바로 앞에 위치한다. 이 광장은 쩐응우옌한(Trần Nguyên Hãn) 기마 동상과 하얀색을 띤 꽉티짱(Quách Thị Trang) 흉상을 특징으로 하는 조경된 원형 교차로로 유명했다. 2017년부터 2022년까지 6년 동안 호찌민 지하철의 중심 역인 벤타인역이 건설되었다.

## 역사
프랑스의 베트남 정복 이후에 20년 동안 현재의 꽉티짱 광장이 될 이 부지는 마레 보레스(Marais Boresse)라고 알려진 대규모 습지의 일부였다. 1880년대 초반에 습지의 일부는 사이공-미토 철도 노선과 대형 증기 기관차 창고 건설을 위해 매립되었다. 그러나 현재의 광장은 1910년까지 조성되지 않았는데 당시 프랑스 식민 정부는 마레 보레스의 위생을 위한 125만 피아스트르 규모의 프로젝트를 승인했다. 이 프로젝트에는 새로운 기차역 계획과 사이공-숄롱 대로(현재의 쩐흥다오 대로) 건설도 포함되었다. 그 결과 기관차 창고는 철거되었고 철도 종착역은 현재의 9월 23일 공원이 있는 지역으로 이전되었다.
원래 단순한 개방형 공간이었던 이 광장은 1914년 3월에 알 상트랄(Halles centrales, 현재의 벤타인 시장)과 함께 문을 열었다. 1916년에는 사이공 시장을 역임했던 외젠 프랑수아 장바티스트 퀴니아크(Eugène François Jean-Baptiste Cuniac, 1851년 ~ 1916년)을 기리기 위해 공식적으로 외젠 퀴니아크 광장(Place Eugène Cuniac)이라는 이름이 붙여졌지만 여전히 중앙 시장 광장(Place du marché central)으로 알려져 있었다. 그 뒤 새로운 사이공 기차역(1915년)과 알 상트랄 전차 종착역(1923년)이 개통되고 2개의 버스 정류장이 운영되면서 광장은 사이공의 가장 중요한 교통 허브 중 하나로 탈바꿈했다. 1929년에는 프랑스 식민 당국이 광장 중앙에 조경 정원이 있는 원형 교차로를 설치했다.
외젠 퀴니아크 광장은 1955년에 쩐 성종 황제가 몽골 제국의 제2차 대월 침공에 맞서기 위하여 국민투표를 촉구하기 위하여 소집한 회의의 이름을 따서 남베트남(베트남 공화국) 정부에 의해 지엔홍 광장(Công trường Diên Hồng)으로 이름이 바뀌었다.
남베트남에서 일어난 1963년 불교 법난 시기였던 1963년 8월 25일에는 15세 불교도이자 학생이었던 꽉티짱(Quách Thị Trang)이 지엔홍 광장에서 응오딘지엠 대통령의 계엄령 선포에 항의하다 남베트남 정부군이 쏜 유탄에 맞고 사망하는 사건이 발생했다. 그로부터 1년 후에 꽉티짱을 추모하는 하얀색 흉상이 로터리 중앙 근처에 세워졌다. 당시 "꽉티짱 기념비 건설 위원회"라는 비밀 조직을 이끌었던 학생인 부꽝훙(Vũ Quang Hùng)의 증언에 따르면 꽉티짱 흉상 건립은 1964년 9월 말에 남베트남 정부군의 응우옌카인 장군이 선포한 붕따우 헌장에 대한 항의 시위 도중에 지엔홍 광장에 있던 군중들이 그 장소를 포위하고 기념비 건설을 숨겼을 때에 매우 신속하게 이루어질 수 있도록 신중하게 계획되었다고 한다. 1966년에는 람선 봉기에 참전했던 15세기 베트남의 장군인 쩐응우옌한(Trần Nguyên Hãn)의 기마 동상이 로터리 중앙에 세워졌다.
베트남 전쟁의 종전과 함께 베트남이 통일되면서 지엔홍 광장은 공식적으로 꽉티짱 광장으로 이름이 바뀌었다. 쩐응우옌한과 꽉티짱 동상은 2014년에 6군에 위치한 풀럼(Phú Lâm) 공원으로 이전할 때까지 계속 남았는데 꽉티짱 동상은 나중에 박뚱지엡(Bách Tùng Diệp) 공원으로 이전되었다.
1957년에는 프랑스령 인도차이나 전차 회사(Compagnie française des tramways de l'Indochine, C.F.T.I.)에서 관리하던 광장의 전차 종착역이 남베트남 공공사업교통부에 인수되어 사이공의 중심 버스 정류장이 되었다. 이 버스 정류장은 2017년까지 운영되었다가 지하철역 건설 부지를 위한 공간을 마련하기 위해 인근 함응이 대로로 이전했다. 반면 사이공 기차역은 1978년에 곧바로 폐쇄되어 호아흥(Hòa Hưng, 현재의 사이공역 부지)으로 이전되었으며 구 역사가 있던 지역은 현재의 9월 23일 공원으로 전환되었다.
지하철역이 완공되자 광장은 일시적으로 복원되었고 벤타인 시장 앞에 보행자 구역을 조성하기 위해 교통 경로가 복원되었다. 2가지 기념 조각상을 재건립하는 것을 포함하는 광장의 또다른 대규모 개조 공사는 2025년에 완료될 것으로 예상된다.

## 사진

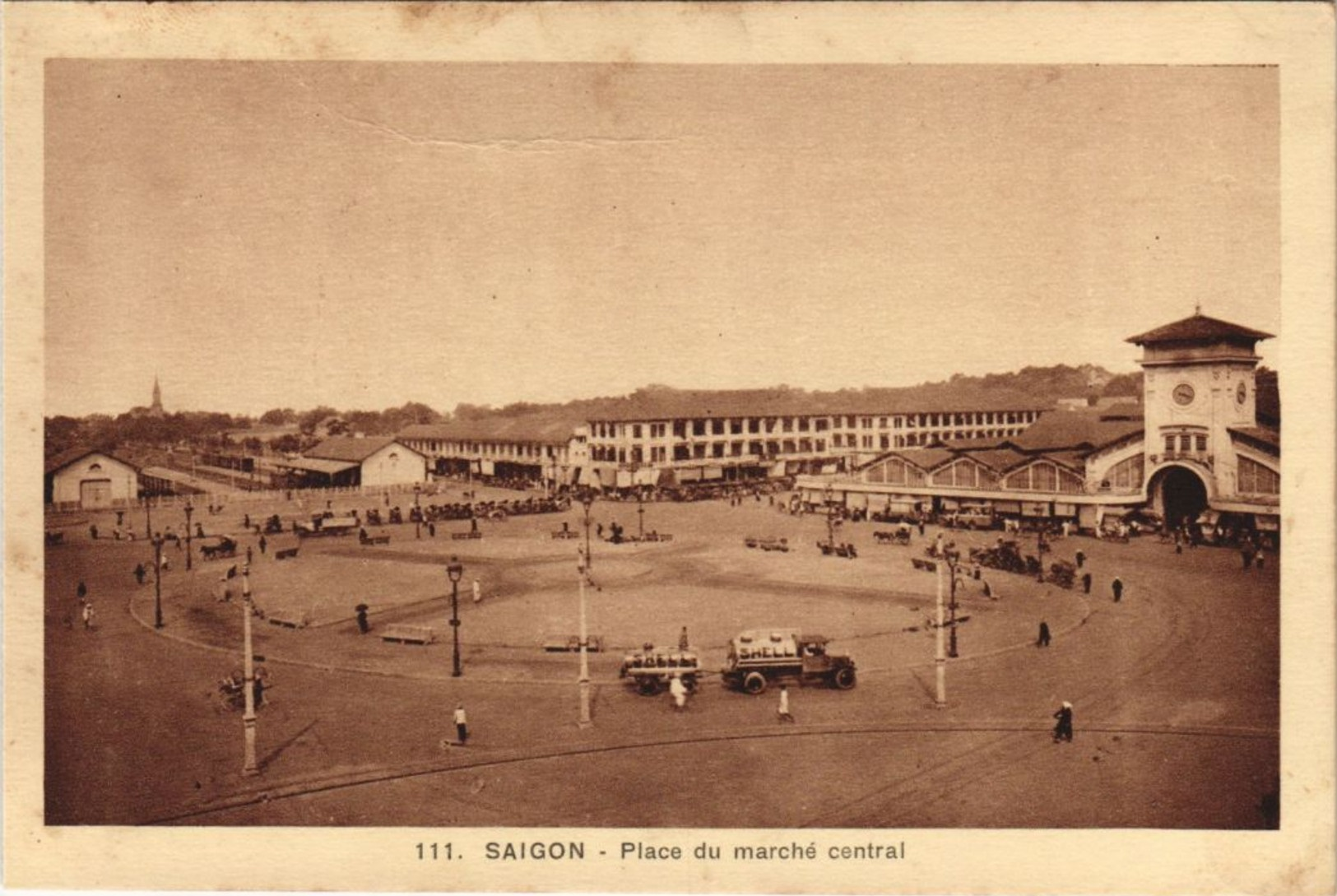
프랑스 식민지 시대에 촬영된 외젠 퀴니아크 광장
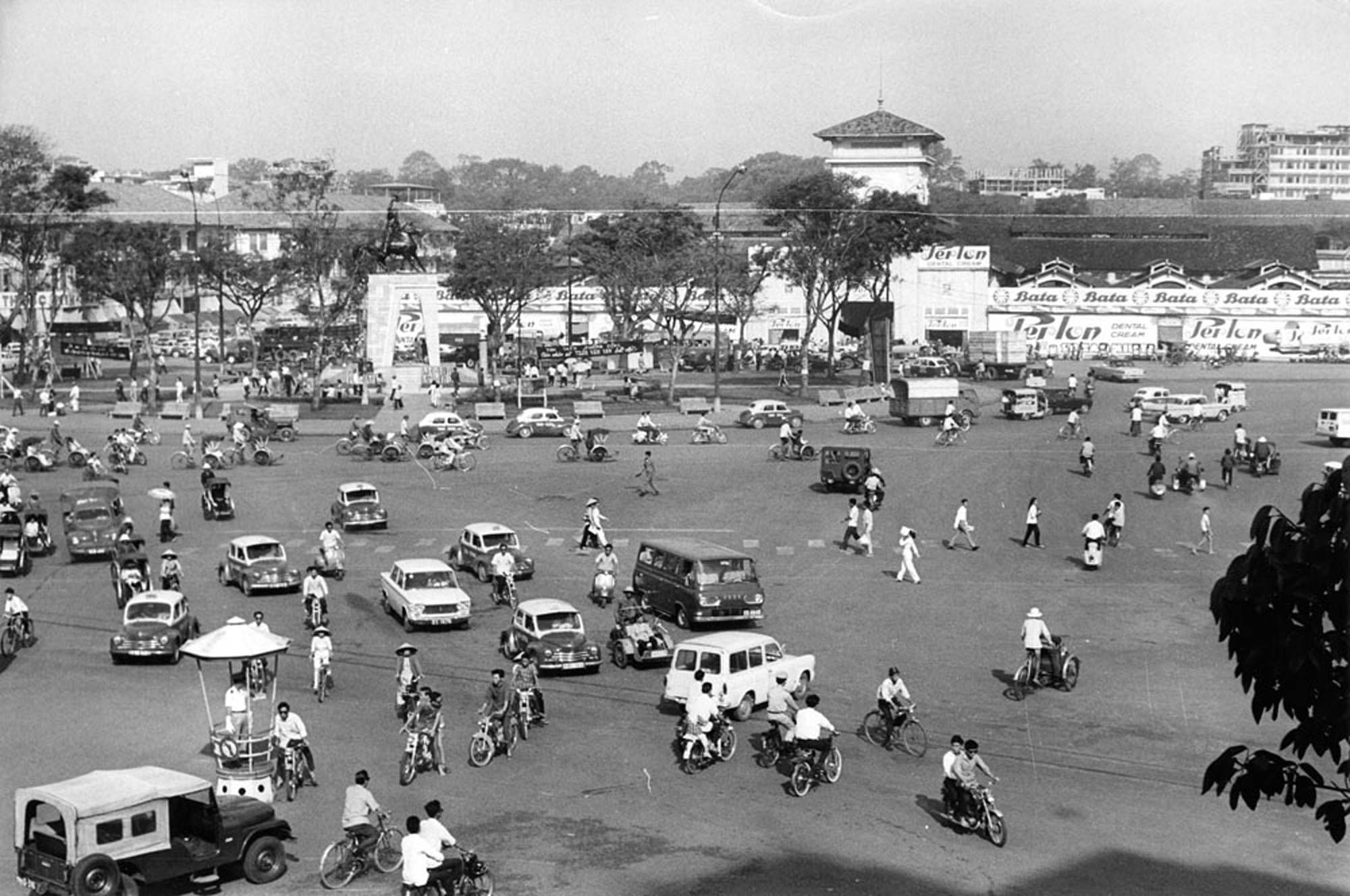
1967년에 촬영된 지엔홍 광장
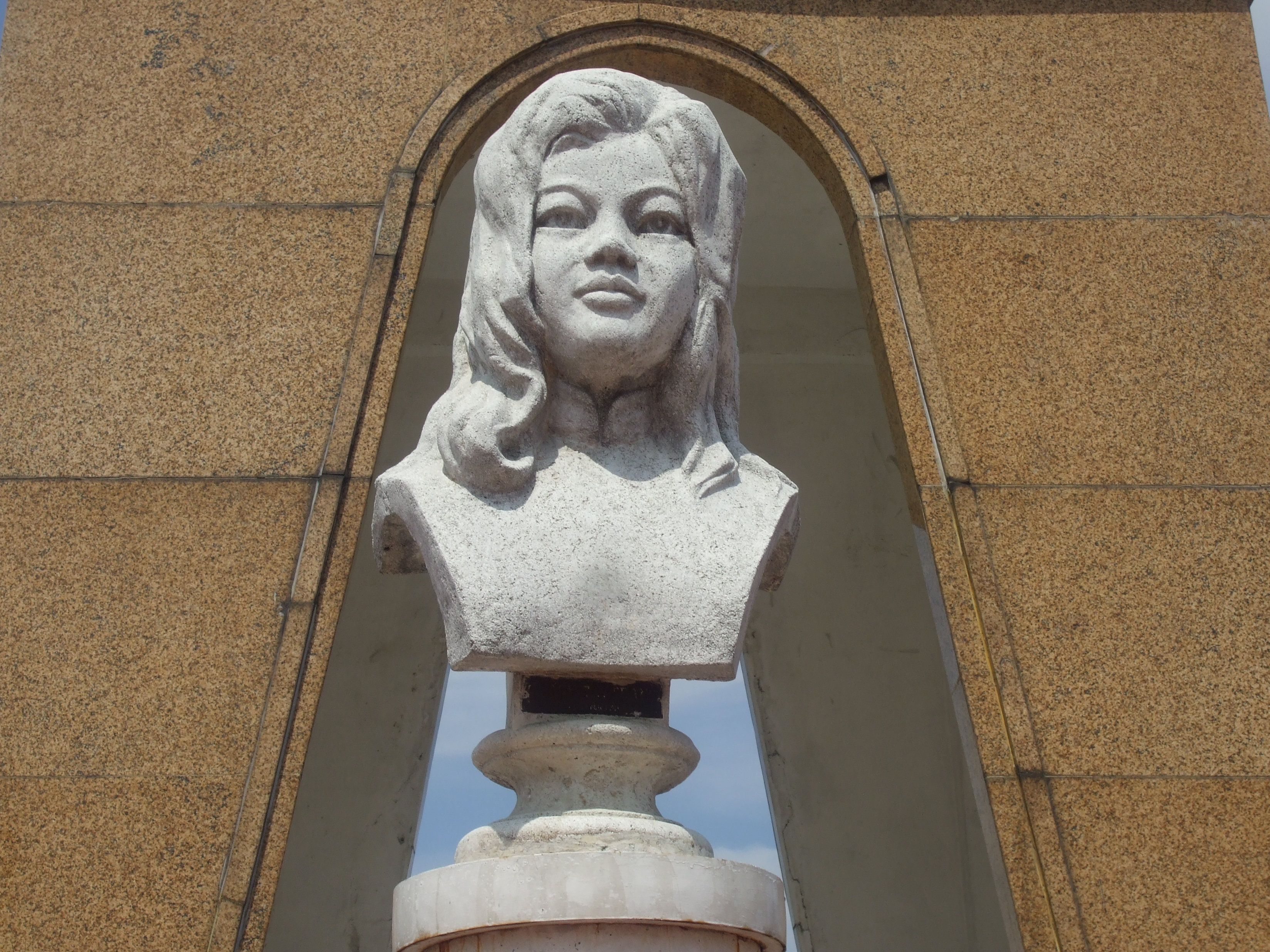
꽉티짱 기념 흉상 (2008년 촬영)
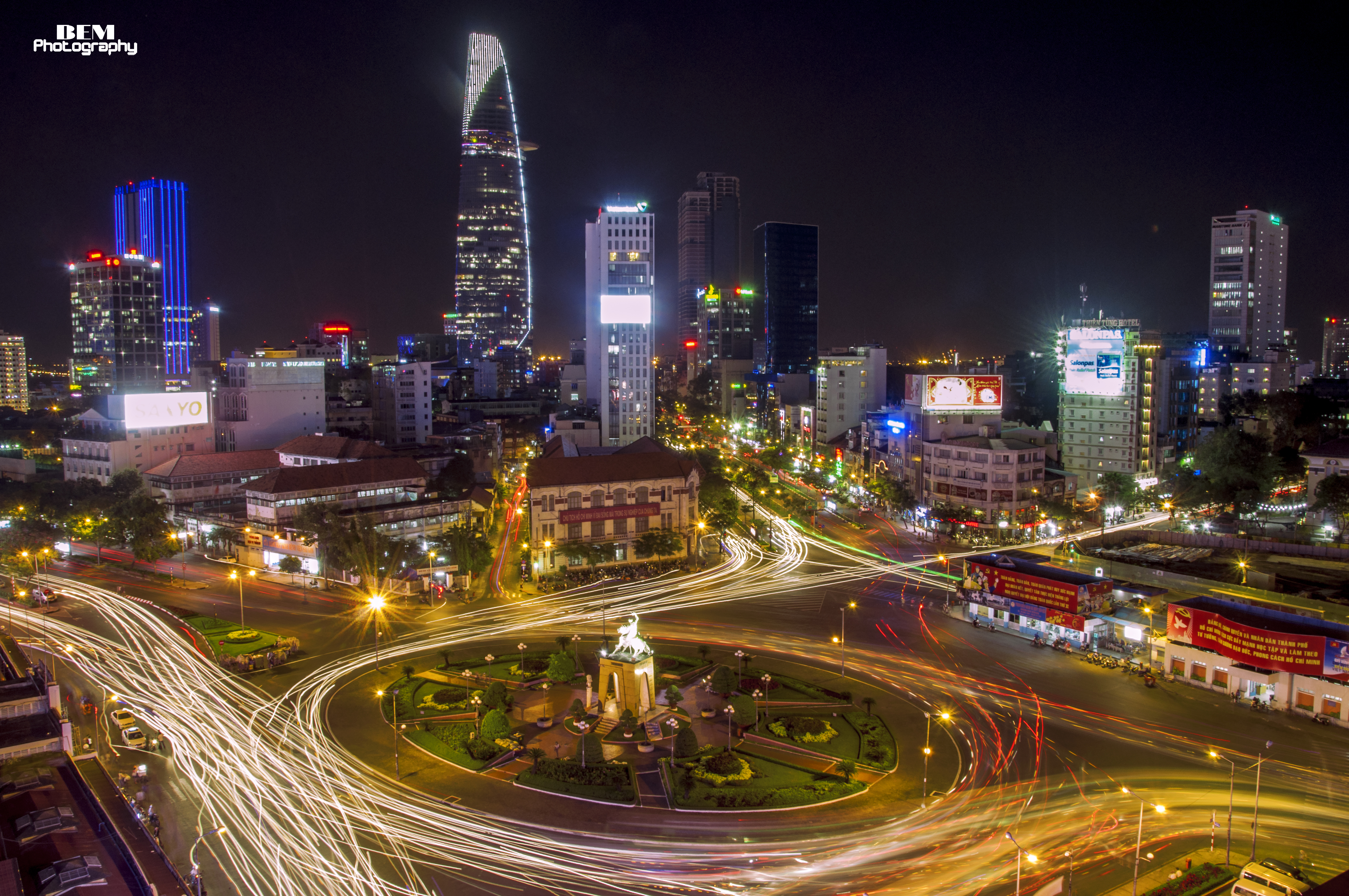
쩐응우옌한 동상과 꽉티짱 흉상이 철거되기 이전의 꽉티짱 광장
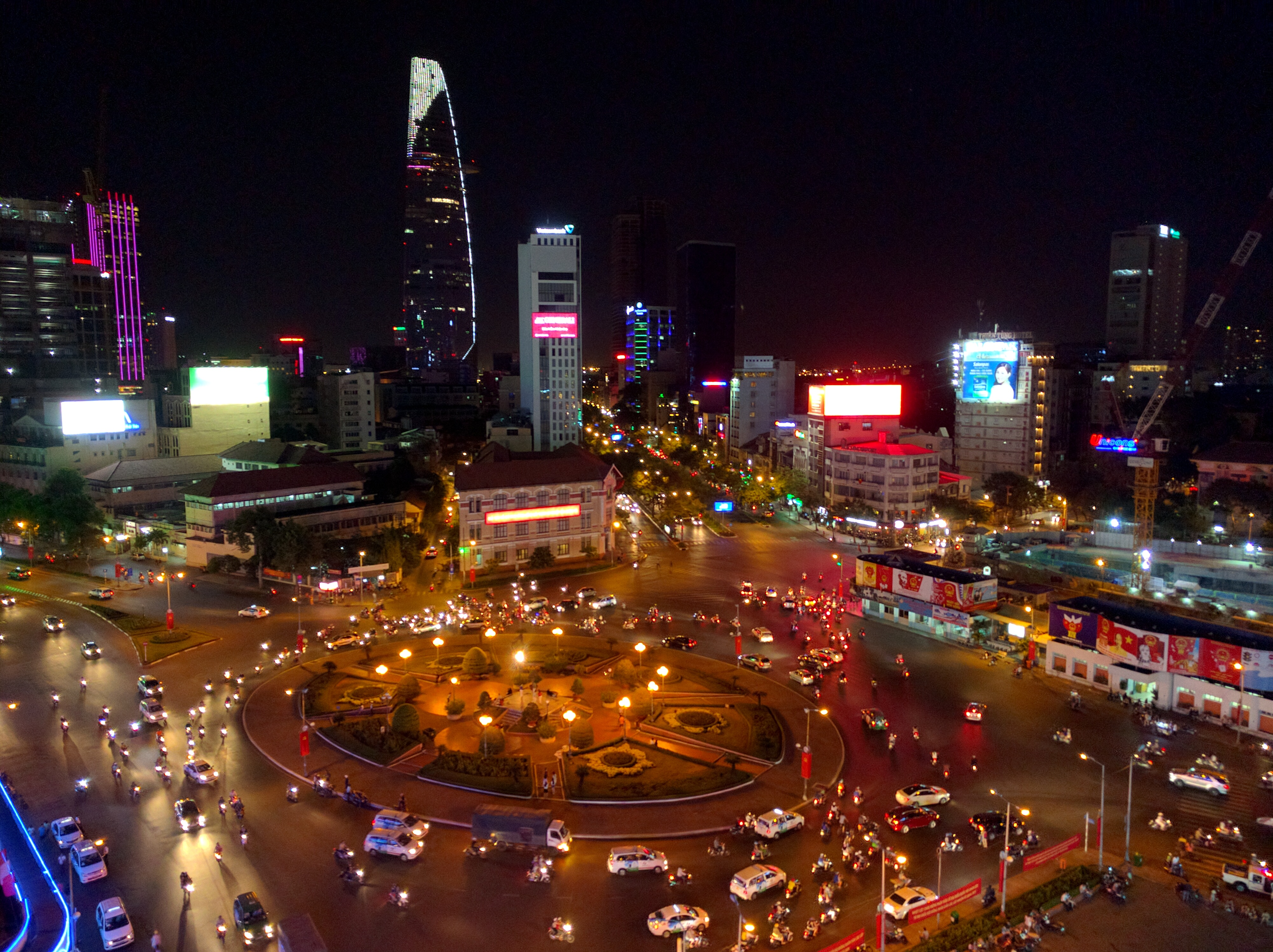
쩐응우옌한 동상과 꽉티짱 흉상이 철거되기 이후의 꽉티짱 광장